# جسر لغلستا

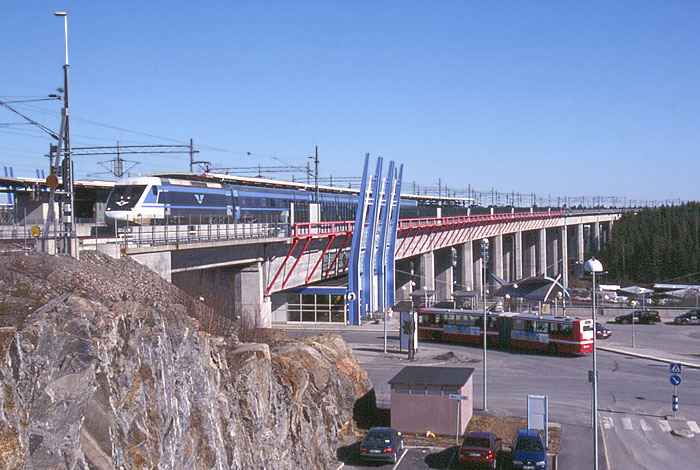
صورة لتوقف إحدى القطارات من نوع إكس 2000 في محطة سودرتليه سيد

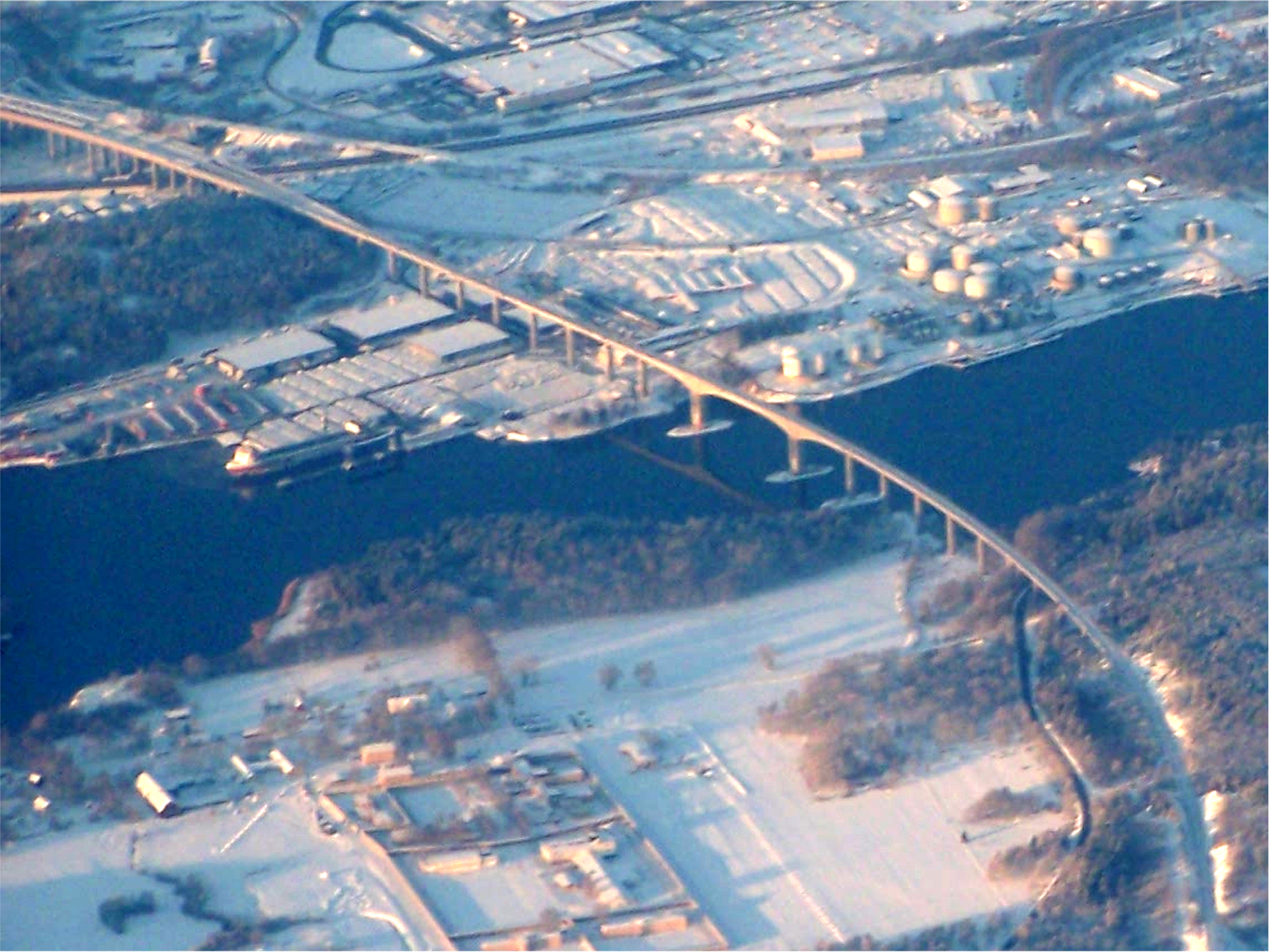
صورة من الجو للجسر

جسر لغلستا (بالسويدية Igelstabron) وهو عبارة عن جسر مخصص فقط للقطارات يقع الجسر في بلدية سودرتليه بمحافظة ستوكهولم تقع محطة سودرتليه سيد إلى الجانب الغربي من الجسر افتتح هذا الجسر في 14 كانون الثاني - يناير من سنة 1995 يبلغ طول الجسر حوالي 2140م (وهو يعد بذلك ثالث أطول جسر في مملكة السويد بعد جسر أوريسند وجسر إولاند) ويعد جسر لغلستا ثاني أطول جسر للقطارات في السويد بعد جسر أوريسند. يرتفع جسر لغلستا حوالي 48 م عن قناة سودرتليه وهو بذلك يعد ثاني أعلى جسر في السويد بعد جسر أوريسند ويبلغ عرض جسر لغلستا حوالي 50 م عند محطة سودرتليه سيد. ويبلغ عدد السكك الحديدية الموجودة في هذا الجسر سكتين و4 سكك حديدية عند محطة سودرتلية سيد.